# Црква Вазнесења Господњег у Јабуковцу
Црква Вазнесења Господњег у Јабуковцу, насељеном месту на територији општине Неготин, припада Епархији тимочкој Српске православне цркве.

## Изградња
Црква у Јабуковцу подигнут је у периоду од 1868. до 1871. године и попут претходних посвећена је  Вазнесењу Господњем. Прву јабуковачку цркву из 17. века спалили су Турци након чега је трудом парохијана подигнута црква брвнара 1814–1815. године а та црква је служила све до 1871. када је саграђена нова. За потребе подизања храма 1866. купљен је од Јона Радивојевића плац у центру села, који се налазио 200 до 250 метара од старије цркве. Градитељ цркве био је Карло Шчаски, а зидару су били махом Немци из Аустроугарске. Декорација зидова храма, као и израда конструкције и декорације иконостасне преграде поверени су Теодору Франковићу и његовом сину Лазару из околине Вршца.

## Архитектура
Јабуковачка црква саграђена је у духу архитектуре историзма, са звоником на западној страни и елементима српско–византијског стила.  Изграђена је од опеке, омалтерисана па окречена у бело.  Простор цркве чини олтар, наос и припрата на западу са галеријом над којом се уздиже звоник. Простор припрате је од наоса одвојен помоћу два масивна ступца, правоугаоног пресека, који са суседним пиластрима северног и јужног зида носе три масивна полукружна лука. У северном простору припрате налази се степениште које води до галерије и звоника. На северној фасади је шездесетих година 20. века дограђена просторија. Архитектура ове цркве следи устаљену праксу сакралне архитектуре Кнежевине Србије шездесетих и седамдесетих година 19. века. У том периоду храмове карактеришу подужне основе са звоником изнад припрате, док су фасаде декорисане низом слепих аркада изнад кровног венца, широким испустима и лучно завршеним прозорима.

## Иконостас
Иконе на иконостасу Цркве Вазнесења Господњег у Јабуковцу настале су 1873–1874. и дело су Ватрослава Бековића, академског сликара и наставника цртања у гимназији у Неготину, а сликане су на платну кашираном на дрвену подлогу  Распоређене су у две зоне. У првој су велики крст, икона Богородице, Светог Јована и Свете Тројице, као и 12 картуша са представама апостола, који су постављени у другој зони иконостаса. Северно, на доњој зони, налази се приказ Аврама и тренутак када анђео спречава Аврама да жртвује Исака, а јужно сцена када фараонова ћерка Витија налази Мојсија у плетеној корпи на Нилу, док им прилази Мојсијева сестра Марија. На царским дверима доминира представа Благовести. На северним дверима је архиђакон Стефан, на јужним архангел Михајло. Од престоних икона издвајају се Свети Никола, Богородица са Христом, Исус Христ, Свети Јован Крститељ у пуној величини. Над дверима су Тајна вечера, Рођење Христово и Вазнесење Христово. У другој зони иконостаса су Света Тројица, око тог медаљона је распоређено по шест картуша са представама апостола, а у највишој зони је велики крст са представом Распећа и око њега по устаљеном канону Богородица и Свети Јован Богослов.

## Ризница
У јабуковачкој цркви чува се неколико икона из прве половине 19. века, дело влашких зографа, од којих се издвајају Свети Никола из 1815. године, Богородица са Христом и Свети архангел Михајло, као и икона Свете Петке.  Чува се и икона Светог Илије рађена у техници уље на платну из друге половине 19. века са потписом Радована Казимировића, књижевника и сина јабуковачког проте Николе Казимировића. Од богослужбених предмета треба издвојити дарохранилицу из друге половине 19. века, дрвени крст са просфором из 19. века и месингани крст са сликаном представом Распећа Христовог из 1932. Црква поседује и плаштаницу чија је година настанка непозната али се претпоставља да је настала последње деценије 19. века или почетком 20. века. Од књига се издваја оковано јеванђеље штампано у Москви крајем 19. века. Црква поседује и звоно које је излио Павле Г. Пантелић из Земуна поклоњено 1925.